# Bybranden i Trondheim 1842
Bybranden i Trondheim 1842 brød ud den 22. januar 1842 i den nordvestlige del af Midtbyen, hvor over 370 bygårde brændte ned, og omkring 3.000 personer blev hjemløse. Branden er en af de større bybrande i Trondheim og indtraf blot ni måneder efter den forrige store brand i 1841, som hærgede den nordøstlige del af Midtbyen.
Branden begyndte i Rathegården ved Lilleløkken, der hvor nutidens Lilleplassveita ligger, lige nord for Kongens gate og vest for St. Olavs gate. Ilden spredte sig hurtigt nordpå, vestpå og østpå og omfattede hele området vest for Prinsens gate frem mod Skansen. Blandt de bygninger, der gik tabt, var Trondhjems Hospital, det gamle Dollhus ved Hospitalet og Carl Johans Arbeidsstiftelse i Telefsengården ved Dronningens gate. Der gik også ild i tårnkonstruktionen på Hospitalskirken, men det lykkedes at redde kirken. Fanger fra Tugthuset i Kongens gate deltog i slukningsarbejdet. Skaderne blev anslået til 220.000 speciedaler.
Som følge af branden blev der udarbejdet nye gadeplaner, og blandt andet St. Olavs gate og Tordenskiolds gate blev anlagt som brede brandgader på bekostning af mindre smøger som Stålbakken, Waltersveita, Wesselstueveita og Svendstueveita. Bondegårdsveita forsvandt ligeledes ved reguleringen, mens Hospitalsveita blev udvidet og fik navnet Hospitalsgata.
Trods den omfattende brand blev flere smågader bevaret i deres oprindelige forløb, og mange bygårde blev genopført i træ frem til indførelsen af murtvang i 1845.